# 尾羽智加子
尾羽 智加子（おば ちかこ、1979年6月6日 - ）は、日本の元女優、元子役、元歌手。

## 経歴
- 1986年、静岡市立足久保小学校入学。劇団東俳に所属し、子役として活躍していた。
- 1987年、日本テレビ系で放送の『雪の別離』でテレビドラマデビュー。
- 1998年、常葉学園中学校・高等学校を経て、慶應義塾大学総合政策学部進学。ジールアッシエイツに所属し、女優として活動する。
- 1999年、音楽ユニット天然少女EXで作詞家、歌手デビュー。
- 2000年、1st.写真集『Chika』を学研から発売。健康的で大胆な水着姿を披露したことで、それまでの清純派子役という印象とは異なる印象を与えた。
- 2001年、一般企業への就職内定を機に芸能界を引退。
- 2015年、映像コンテンツ権利処理機構に連絡のとれない権利者として掲載された[1]。

## 主な出演

### テレビドラマ
- 『雪の別離』（1987年4月22日、日本テレビ）
- 『ダイアリー-車いすの青春日記-』（1988年2月16日、日本テレビ）
- 『かあちゃん頑張れ!!II』（1988年9月1日、日本テレビ）
- 『嫁＋姑＋母 一人三役…』（1988年12月1日、日本テレビ）
- 大河ドラマ（NHK)
  - 『春日局』（1989年2月5日） - おふく（少女時代） 役
  - 『太平記』 第1話「父と子」（1991年1月6日） - 藤夜叉 役
- 『嫁の再婚』（1989年5月4日、日本テレビ）
- 『暴れん坊将軍III』 第60話「母恋いなみだ舟」（1989年、ANB） - おみつ 役
- 『LUCKY! 天使、都へ行く』（1989年、フジテレビ）
- 『宅配屋さん』（1989年、フジテレビ）
- 『光れ隻眼〇.〇六』（1990年2月20日、日本テレビ）
- 『外科医有森冴子 第1シリーズ』第10話「帰宅拒否症候群」（1990年6月16日、日本テレビ）
- 『ごめんねコーちゃん』（1990年9月24日、NHK）
- 『SMALL』（1990年10月28日、日本テレビ）
- 『お姑さんの登校拒否』（1990年11月29日、日本テレビ）
- 『忠臣蔵』（1990年12月26日、TBS）
- 『ビッグモーニング』（1991年4月26日、TBS）
- 『オヤジがロックをやめる日』（1991年8月11日、TBS）
- 土曜ドラマ（NHK)
  - 『新十津川物語 明治編』（1991年10月） - 津田フキ（子供時代） 役
- 『橋田壽賀子スペシャル 「源氏物語・上の巻」』（1991年12月27日、TBS） - 紫 役
- 『腕におぼえあり2』 第12回「一匹狼」（1992年、NHK） - おみつ 役
- 『がんばって、私』（1992年2月23日、フジテレビ）
- 『愛ふたたび』（1992年2月23日、TBS）
- 『往診ドクター事件カルテ』 第6話「刑事、涙の贈物」（1992年11月17日、テレビ朝日）
- 『第2回NTT薫風ドラマスペシャル　風の仲間たち』（1992年11月24日、日本テレビ） - 主演：澤田綾子 役
- 『風花の町へ』（1993年、フジテレビ）
- 花王愛の劇場25周年記念企画『子子家庭は危機一髪』（1993年7月 - 9月、TBS） - 主演：坂部律子 役
- 連続テレビ小説『ぴあの』 第1回（1994年4月4日、NHK） - 桜井初音（竹下景子の少女時代） 役
- 花王愛の劇場『夏は秘密がいっぱい!』（1994年7月 - 8月、TBS） - 主演：柏原勇子 役
- 『水戸黄門』
  - 第23部「娘涙の仇討ち悲願」（1994年11月28日） - おきく 役
  - 第28部「暴れん坊は紀州の若様」（2000年7月10日） - お花 役
- 『はぐれ刑事純情派』 （テレビ朝日）
  - 第10シリーズ 第6話「安浦刑事手話を習う！母の復讐」（1997年5月7日） - 神原幸代 役
  - 第11シリーズ 第10話「女子校荒らし！父を探す少女」（1998年6月3日） - 根岸亜矢 役
- 『君といた夏』 第9話（1997年8月、フジテレビ） - 佐野夏美 役
- 火曜サスペンス劇場『家族の48時間』（1998年2月10日、日本テレビ） - 牧村綾子 役
- 土曜ワイド劇場『山村美紗サスペンス』「京都、茶道家元連続殺人」（1999年4月17日、テレビ朝日）
- 『しくじり鏡三郎』（1999年、NHK）
- 『天然少女萬NEXT-横浜百夜篇』（1999年11月25日・26日、WOWOW） - 江田由香里 役
- 『夫についての情報』（2000年11月18日、NHK）
- 『聖アリス学園』（2001年4月 - 5月、BSフジ） - シスター 珊瑚 役

### 映画
- 『ノーライフキング』（1989年、ニュー・センチュリー・プロデューサーズ、新潮社・サントリー）
- 『遠き落日』（1992年、松竹） - 野口シカ（少女時代） 役
- 『ひめゆりの塔』（1995年、東宝） - 大城幸子 役
- 『宮澤賢治 その愛』（1996年、松竹） - キミ子 役

### 舞台
- 『BOYS BE…ALIVE』（1999年、池袋・サンシャイン劇場）

### CM
- 大和證券（1989年）
- 雪印乳業「ネオソフト」（1989年）
- 永谷園（1989年）
- 東京電力（1989年）
- 扶桑社『SPA!』「マニアック美女図鑑」（1991年3月6日）
- 科学技術庁（1994年）

### 声優
- NTT DoCoMo携帯電話・情報チャンネルドラマ
  - 『侵入者』 - 小泉由香 役
  - 『路地裏』 - 忍 役

## ディスコグラフィー

### CD
- 『天然少女EX』 （1999年11月10日 イーストウエスト・ジャパン） - 天然少女EXとしてのアルバム。
SONIC DOVEプロデュース。収録曲「この海辺に」では、大森祥子と共作で作詞に挑戦し、メインボーカルを務めている。

### ビデオ&DVD
- 『うら天然少女萬NEXT -ANOTHER FACE-』（1999年11月20日発売 PONY CANYON）
- 『n・a・I・v・e』（2000年9月22日発売 日本メディアサプライ）

### 写真集
- 『Chika』（2000年3月27日発売 学研 - 撮影：奥舜